# Prithi Chand
Pour les articles homonymes, voir Chand.

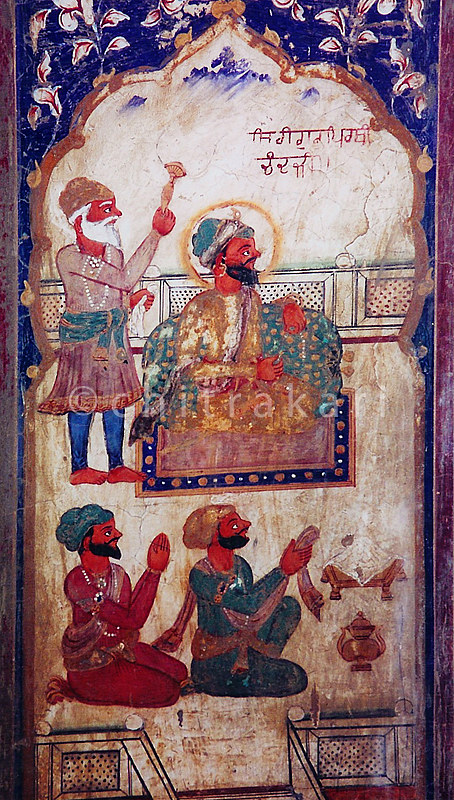
Gravure de Prithi Chand entouré de dévots

Prithi Chand, (1558-1618), était le fils ainé de Guru Ram Das, le quatrième gourou fondateur du sikhisme. Ce dernier désigna son fils, plus jeune, Arjan pour lui succéder qui rendit jaloux Prithi Chand. Il fonda donc un courant en dehors du sikhisme, une secte en quelque sorte qui a perduré jusqu'à la fin du XVIIe siècle. Il complota avec les Moghols contre les intérêts sikhs; il chercha même à empoisonner le fils de Guru Arjan. Ses suivants furents appelés Minas qui signifie : hypocrites, fourbes.